# Aérodrome de Puvirnituq
L’aérodrome de Puvirnituq ((code IATA : YPX • code OACI : CYPX)) est situé à 1,9 km au nord de Puvirnituq, Québec, Canada.

## Opérateurs et destinations
| Compagnies | Destinations |
| ---------- | --- |
| Air Inuit  | Akulivik, Inukjuak, Ivujivik, Kuujjuaq (Fort Chimo), Kuujjuarapik, Montréal (P.-E.-Trudeau), Radisson Grande-Rivière, Salluit, Umiujaq |

Édité le 13/04/2025